# Half-Life: Blue Shift
Half-Life: Blue Shift er den anden ud af to udvidelser til Half-Life. Spillet er udviklet af Gearbox Software som også har udviklet den første udvidelse, Half-Life: Opposing Force. Blue-Shift blev udgivet 12. juni 2001.
Ligesom i Opposing Force-udvidelsen vender man i Blue Shift tilbage til Black Mesa Research Facility, denne gang i skikkelse af sikkerhedsvagten Barney Calhoun. Spilleren bliver indsat umiddelbart før ulykken på Black Mesa indtræffer. Historien i Blue Shift løber således sidelæns med historien i Half-Life. Selve spilletiden er dog væsentligt kortere end den i Half-Life og Opposing Force, så derfor slutter spillets historie også tidligere kronologisk set.

## Plot
Spillet begynder imens Barney Calhoun er i færd at blive transporteret til sit arbejde dybt inde i Black Mesa. Efter hans ankomst lyder hans første opgave på at hjælpe nogle videnskabsmænd der har problemer med en strejkende elevator. Barney når frem og får sat elevatoren i gang igen, og han fortsætter turen sammen med videnskabsmændene. Samtidig bliver det fejlslagende eksperiment igangsat i sector C, hvilket fører til at elevatoren forulykker.
Barney kommer til sig selv på bunden af elevatorskakten nogle timer senere, som den eneste overlevende. Efter at have kæmpet sig igennem de invaderende rumvæsner, lykkedes det ham at nå frem til overfladen, hvor han opdager militærets forsøg på at dræbe alle medlemmer af Black Mesas personale.
I en kontorbygning finder Barney en dødligt såret videnskabsmand, der med sit sidste åndedræt beder ham finde Dr. Rosenberg som har en flugtplan. Han befrier kort efter Dr. Rosenberg fra militærets fangeskab, hvorefter Rosenberg fører ham til en ældre, nedlagt del af Black Mesa hvor Rosenbergs kollegaer, Simmons og Walter, arbejder at reparere en teleporteringsmaskine der skal føre dem ud af Black Mesa.
Barney bliver nu sendt til Xen for at aktivere teleportørens målsystem. Efter hans tilbagekomst bliver han sendt ned til facilitetens nedre etager, for at erstatte teleportørens udbrændte batteri. Efter disse opgaver er blevet udført, forlader videnskabsmændene stedet én efter én via teleportering, med Barney som den sidste i rækken. Da det bliver hans tur, sprænger militæret døren til rummet ind, og han når kun lige akkurat at flygte. 
Noget går galt under Barneys teleportering, og han bliver teleporteret tilfældigt rundt i Black Mesa, og bevidner blandt andet militærets tilfangetagelse af Gordon Freeman, men han ender til sidst sammen med Rosenberg, Simmons og Walter på en parkeringsplads i udkanten af Black Mesas område, hvor de flygter i en SUV.
Ligesom i de andre spil, slutter spillet med en rapport fra G-Man. I modsætning til Gordon Freeman, som er blevet ansat af G-Man, og Adrian Shephard, som er blevet taget til fange, konkluderer G-Man blot at Barney Calhoun er udenfor rækkevidde, og han slutter sin rapport uden yderligere bemærkninger.

## Grafik
Med spillet medfulgte Half-Life High Definition Pack der bød på væsentlige grafiske opdateringer på spillets figurmodeller og små ændringer i spillets våbenarsenal. Desuden erstatter Rosenbergs hovedfiguren Slick.